# Us and the Night
Us and the Night es el sexto álbum de estudio de la banda estadounidense 3 Doors Down. El álbum fue lanzado el 11 de marzo de 2016. Es el primer álbum después de 5 años desde Time of My Life lanzada en 2011, que marca la distancia más larga entre dos discos de estudio en su carrera, y el primer álbum de la banda con Chet Roberts en la guitarra y Justin Biltonen en el bajo.

## Lista de canciones
Todas las canciones escritas y compuestas por 3 Doors Down. 
| N.º | Título                | Duración |  |
| 1.  | «The Broken»          | 2:46     |  |
| 2.  | «In the Dark»         | 3:43     |  |
| 3.  | «Still Alive»         | 2:41     |  |
| 4.  | «Believe It»          | 3:21     |  |
| 5.  | «Living in Your Hell» | 3:48     |  |
| 6.  | «Inside of Me»        | 3:45     |  |
| 7.  | «I Don’t Wanna Know»  | 3:24     |  |
| 8.  | «Pieces of Me»        | 3:38     |  |
| 9.  | «Love Is a Lie»       | 2:47     |  |
| 10. | «Us and the Night»    | 3:59     |  |
| 11. | «Fell from the Moon»  | 3:56     |  |

Bonus Track
| N.º | Título                | Duración |  |
| 12. | «Found Me There»      | 3:22     |  |
| 13. | «Walk Before You Run» | 3:38     |  |

## Posicionamiento en lista
| Lista (2016)                       | Posición |
| ---------------------------------- | -------- |
| Australia (ARIA)                   | 34       |
| Austria (Ö3 Austria)               | 14       |
| Bélgica (Ultratop flamenca)        | 59       |
| Canadá (Billboard Canadian Albums) | 15       |
| Países Bajos (Album Top 100)       | 45       |
| Suiza (Schweizer Hitparade)        | 4        |
| Reino Unido (UK Albums Chart)      | 60       |
| Estados Unidos (Billboard 200)     | 14       |